# Крајбург ам Ин
Крајбург ам Ин (њем. Kraiburg am Inn) град је у њемачкој савезној држави Баварска. Једно је од 31 општинског средишта округа Милдорф ам Ин. Према процјени из 2010. у граду је живјело 4.020 становника. Посједује регионалну шифру (AGS) 9183124.

## Географски и демографски подаци
Крајбург ам Ин се налази у савезној држави Баварска у округу Милдорф ам Ин. Град се налази на надморској висини од 462 метра. Површина општине износи 27,6 km². У самом граду је, према процјени из 2010. године, живјело 4.020 становника. Просјечна густина становништва износи 146 становника/km².